# 镇川镇 (榆林市)
镇川镇，是中华人民共和国陕西省榆林市榆阳区下辖的一个乡镇级行政单位。镇川镇是陕北的商贸重镇，是陕西省政府确定的107个重点建设镇之一

## 历史
中共陕甘宁边区政府1946年控制镇川镇及周边地区，以其为县城设立镇川县，同时将镇川镇设置为镇川市。镇川县到1949年改名为榆林县，1950年榆林县城迁至榆林城区。

## 行政区划
镇川镇下辖以下地区：
瓦岗寨村、八塌湾村、红柳滩村、陈家坡村、柳湾村、高梁村、朱寨村、河上村、杨庄村、花渠村、寺沟村、刘家湾村、南坬村、庙湾村、东街村、西街村、赵山村、秦山村、芦草沟村、方渠村、候渠村、葛村、高沙沟村、刘兴庄村、樊河畔村、街上村、张硷村、田寨坬村、周圪坨村、周沟村、石崖地村和杨正沟村。